# Ibn Warraq

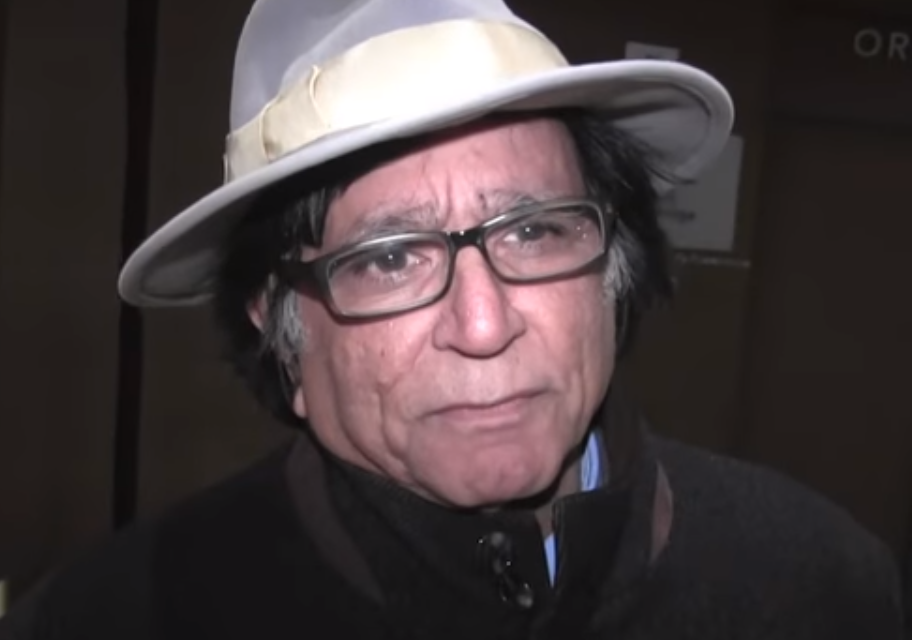
Ibn Warraq in 2018

Ibn Warraq (Arabisch: ابن وراق) (Rajkot, 1946) is een seculier schrijver van Pakistaanse afkomst. De naam Ibn Warraq is een pseudoniem in verband met zijn veiligheid als afvallige moslim.
Ibn Warraq studeerde in Schotland aan de Universiteit van Edinburgh, onder andere bij islamoloog W. Montgomery Watt, die befaamd was vanwege zijn vele boeken over Mohammed, de Koran en de theologie en filosofie van de islam. Na zijn (kritische) studie van de islam ging hij naar Frankrijk en na de Rushdie-affaire vertrok hij naar de Verenigde Staten om daar wetenschappelijk medewerker te worden van The Center for Inquiry.
Hij is oprichter van het Institute for the Secularisation of Islamic Society (ISIS) samen met een aantal andere moslimdissidenten.
Warraq kreeg bekendheid door zijn historiografieën van de vroege eeuwen van de islamitische tijdlijn en betwijfelt algemeen aanvaarde ideeën over die periode. Hij sprak onder andere op de conferentie van de Verenigde Naties "Victims of Jihad" naast sprekers als Bat Ye'or, Ayaan Hirsi Ali en Simon Deng.